# ستة وعشرون رجل
ستة وعشرون رجل (باللاتينية: Vigintisexviri) هو مصطلح لاتيني كان يشير إلى تجمُّع للحكام ذوي الرتب المنخفضة في روما القديمة. كان يتألف التجمُّع من ستة لجان، هي:
- decemviri stlitibus iudicandis: لجنة من عشرة قضاة يتناولون الأحكام القانونية، من مهامهم مثلاً التعامل مع قضية ما إذا كان رجلٌ ما حراً أم عبداً.
- tresviri capitales: لجنة من ثلاثة قضاة كانوا يتولون وظائف شبيهة بوظائف الشرطة، حيث يديريون السجون ويعدمون المجرمين.[1]
- Tresviri aere argento auro flando feriundo: لجنة من ثلاثة قضاة يتولون ضرب العملات البرونزية والفضية والذهبية.
- quattuorviri viis in urbe purgandis: لجنة من أربعة قضاة يشرفون على صيانة الشوارع في مدينة روما.
- duoviri viis extra urbem purgandi: قاضيان يشرفان على صيانة الشوارع في المناطق الريفية حول روما.
- praefecti Capuam Cumas: بريفيكتوس كان يُرسَل إلى إقليمي كابوا وكوماي لتولي قضايا العدل فيهما.

في أيام الجمهورية الرومانية، كانت تخدم لجان الستة وعشرين رجلاً كنقاط بداية يمكن لأبناء مسؤولي الدولة وأبناء أعضاء مجلس الشيوخ الروماني أن يبدؤوا فيها مشوارهم السياسي، للترقي في سلم الرتب الحكومية. لقد خدم يوليوس قيصر نفسه في شبابه باللجنة الخامسة التي تتولى صيانة شوارع ريف روما. رغم ذلك، أصدر مجلس الشيوخ في سنة 13م قراراً يقضي بإقصار أعضاء هذه اللجان على الطبقة الأرستقراطية.